# Money in the Bank Ladder match
Pour l'article traitant du PPV, voir WWE Money in the Bank.
 (juin 2011).
Si vous disposez d'ouvrages ou d'articles de référence ou si vous connaissez des sites web de qualité traitant du thème abordé ici, merci de compléter l'article en donnant les références utiles à sa vérifiabilité et en les liant à la section « Notes et références ».

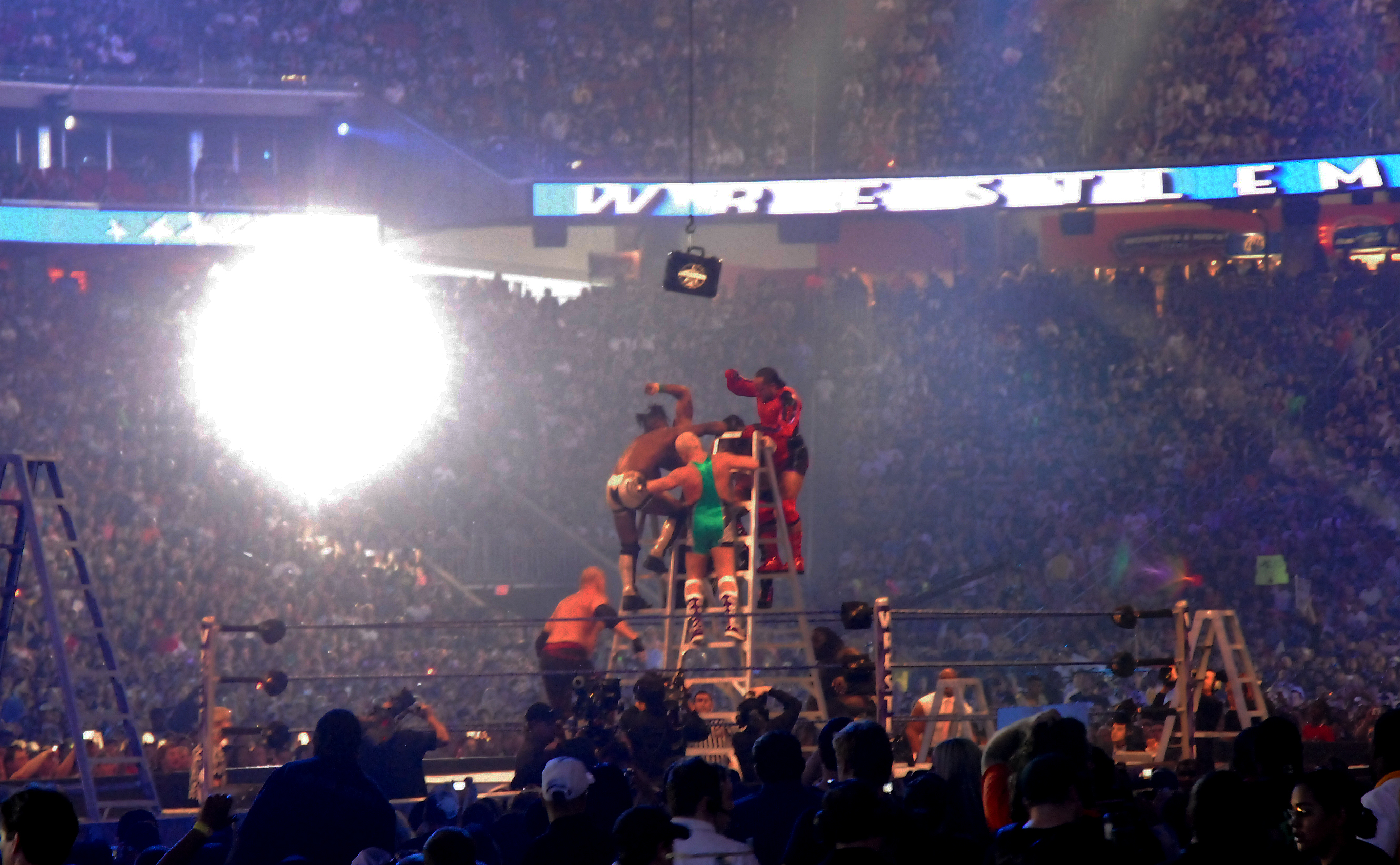
Le Money in the Bank Ladder match de WrestleMania XXV en 2009.

Le Money in the Bank ou Money in the Bank Ladder match est un match de catch organisé chaque année par la World Wrestling Entertainment.
De WrestleMania 21 à WrestleMania XXVI, le Money in the Bank Ladder match était uniquement présenté durant le Showcase of the Immortals. Depuis 2010, la WWE organise chaque année au mois de juillet] (de 2010 a 2013) et (juin (de 2014 a 2018) et en mai 2019 un PPV éponyme. De l'édition 2010 à l'édition 2013, deux Money in the Bank Ladder match étaient organisés, un pour la division Raw avec une mallette rouge et un pour la division SmackDown avec une mallette bleue. De l'édition 2014 à l'édition 2016, il n'y avait qu'une mallette de couleur dorée que pour  l'édition 2017. En 2017, le PPV a été exclusif à SmackDown avec deux mallettes : une bleue pour les hommes (maintenant devenue verte) et une blanche pour les femmes.

## Stipulation
Il s'agit d'une variante d'un match à échelle impliquant huit à dix adversaires (parfois moins en cas d'indisponibilité d'un qualifié) et dans lequel il faut attraper une mallette, appelée Money in the Bank (Money in the Bank briefcase), suspendue au plafond par une chaîne.
C'est un match sans disqualification. Il n'y a pas de décompte extérieur, les catcheurs peuvent se servir des échelles comme armes, aucune prise et aucun coup ne sont interdits et d'autres catcheurs peuvent intervenir à volonté durant le match. Le match ne se termine que quand l'un des catcheurs a décroché la mallette. Ce type de match était réservé aux hommes, mais pour la première fois de l'histoire s'est déroulé le premier Money in the Bank Ladder match seulement pour les catcheuse de la division Smackdown. 12 ans après la première édition chez les hommes à WrestleMania 21 en 2005.

### Utilité postérieure de la mallette

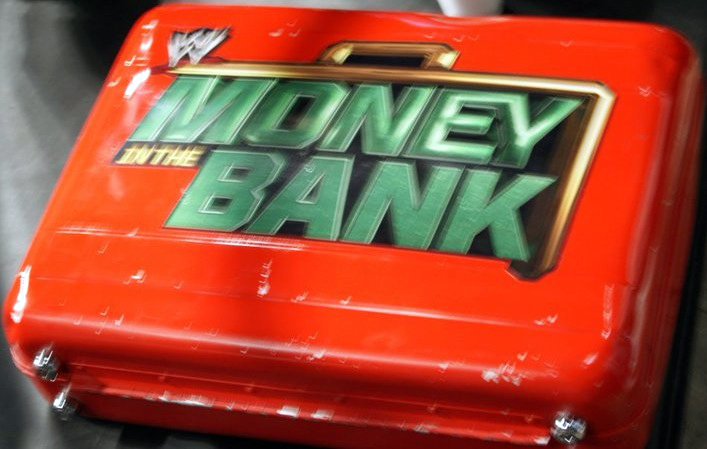
La mallette Money in the Bank de Raw.

Dans la stipulation originale, la personne qui décroche cette mallette devient Mr ou Ms. Money in the Bank , ce qui signifie qu'il peut, à tout moment, sur une période d'un an, défier un champion dans un match simple comptant pour n'importe quel titre, les seules conditions nécessaires étant un ring et la présence d'un officiel pour arbitrer la rencontre. L'apparition du pay-per-view éponyme en 2010 s'accompagnant d'une division en deux matchs distincts pour chacune des deux divisions, chaque mallette ne permet plus que d'obtenir un seul titre : la mallette rouge, de Raw, sert ainsi à obtenir un match pour le championnat de la WWE tandis que la mallette bleue(Maintenant verte),affiliée à SmackDown, permet de tenter de remporter le championnat du monde poids-lourds. La mallette n'est utilisable qu'une seule et unique fois et, en cas de disqualification durant le match, la mallette est perdue.
Jusqu'en 2012, tous les Mr. Money in the Bank qui avaient utilisé leur mallette pour obtenir un match de championnat (tous pour un titre mondial, bien qu'ils ont auparavant le choix avec tous les autres) avaient remporté ce dernier. Cependant en 2012, John Cena devient le premier à échouer en l'emportant contre CM Punk par disqualification (aucun titre ne pouvant changer de propriétaire par disqualification). En 2013, Damien Sandow après avoir attaqué John Cena cash sa mallette mais perd le match, il devient alors le deuxième catcheur à échouer. Hormis pour Rob Van Dam et John Cena (en 2006 pour le premier et en 2012 pour le second) qui ont prévenu de l'utilisation de sa mallette, ce qui avait donné lieu à l'annonce officielle du match, tous les utilisateurs ont profité de ce que leur ennemi était affaibli physiquement (après un match ou après une attaque) pour les vaincre. Pour cette dernière règle, Seth Rollins est le seul à avoir fait une exception. En effet, à WrestleMania 31, il utilise sa mallette non pas après le match entre Brock Lesnar et Roman Reigns, mais pendant le match (les deux adversaires étaient au sol), ainsi, cela a permis de passer d'un match simple à un Triple Threat match et permettre à Seth Rollins de remporter le match et la ceinture.

## Histoire

### 2005

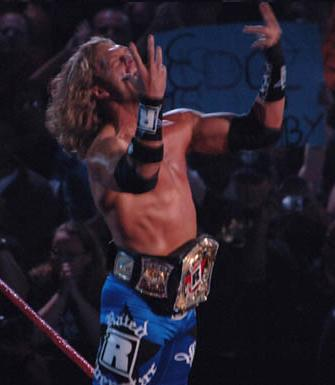
Edge est le premier vainqueur d'un Money in the Bank Ladder match.

L'inventeur de la stipulation est Chris Jericho. Il a proposé ce concept en mars 2005 au General Manager de Raw Eric Bischoff, qui a accepté et qui a mis en place le match lors de WrestleMania 21, le 3 avril 2005. Les participants sont Chris Jericho, Christian, Kane, Shelton Benjamin, Chris Benoit et Edge. Edge décroche la mallette après 15:00 et devient le premier Mr. Money in the Bank de l'histoire. Il utilisa sa mallette lors de New Year's Revolution (2006) contre John Cena et remporte le WWE Championship.

### 2006
L'idée du MITB a été relancée par Carlito en février 2006. Vince McMahon a approuvé la suggestion et a mis en place des matches de qualification pour le match qui se déroulerait à WrestleMania 22. À Raw, Rob Van Dam a battu Trevor Murdoch, Shelton Benjamin a battu Chavo Guerrero et Ric Flair a battu Carlito. À SmackDown, Finlay a battu Bobby Lashley, Matt Hardy a battu Road Warrior Animal et Bobby Lashley a remporté une "bataille de la dernière chance". *
Rob Van Dam a remporté la mallette à WrestleMania 22. Van Dam a annoncé en mai 2006 qu'il comptait utiliser son contrat à One Night Stand (2006) contre Cena dans un match Extreme Rules. Cena perd le match et RVD devient champion de la WWE.

### 2007
Le troisième Money in the Bank Ladder match a eu lieu à WrestleMania 23 et a été le premier à avoir huit participants de Raw, SmackDown et ECW. Les matchs de qualification ont débuté le 19 février 2007. Le soir-même, deux anciens gagnants (Edge et RVD) se sont affrontés avec, à la clé, une victoire de Edge et devient le premier qualifié.
À ECW, CM Punk a battu Johnny Nitro. À SmackDown, King Booker a battu Kane dans un Falls Count Anywhere match après une intervention de The Great Khali. Jeff Hardy a battu Shelton Benjamin. Mr. Kennedy a battu Sabu dans un match Extreme Rules. Matt Hardy a battu Joey Mercury et Finlay a battu Chris Benoit et Montel Vontavious Porter. Randy Orton est le dernier qualifié.
Mr. Kennedy parvient à décrocher la mallette. Il a déclaré qu'il allait utiliser sa mallette à WrestleMania XXIV mais a subi une blessure et a perdu la mallette le 7 mai 2007 face à Edge. Edge utilise sa mallette le 11 mai.

## Vainqueur(e)
| Année | Vainqueur(e)     | Utilisée                                                                                  | Show ou PPV                                                                               | Contre                                                                                    | Pour le                                                                                   | Titre remporté | Durée de conservation du contrat |
| ----- | ---------------- | ----------------------------------------------------------------------------------------- | ----------------------------------------------------------------------------------------- | ----------------------------------------------------------------------------------------- | ----------------------------------------------------------------------------------------- | -------------- | -------------------------------- |
| 2005  | Edge             | Le 8 janvier 2006 à New Year's Revolution                                                 | Le 8 janvier 2006 à New Year's Revolution                                                 | John Cena                                                                                 | WWE Championship                                                                          | Oui            | 9 mois et 5 jours                |
| 2006  | Rob Van Dam      | le 11 juin 2006 à ECW One Night Stand                                                     | le 11 juin 2006 à ECW One Night Stand                                                     | John Cena                                                                                 | WWE Championship                                                                          | Oui            | 2 mois et 9 jours                |
| 2007  | Mr. Kennedy      | Perd la mallette dans un match où elle était en jeu.                                      | Perd la mallette dans un match où elle était en jeu.                                      | Perd la mallette dans un match où elle était en jeu.                                      | Perd la mallette dans un match où elle était en jeu.                                      | Non            | 1 mois et 5 jours                |
| 2007  | Edge (2)         | le 11 mai 2007 à SmackDown!                                                               | le 11 mai 2007 à SmackDown!                                                               | The Undertaker                                                                            | World Heavyweight Championship                                                            | Oui            | 4 jours                          |
| 2008  | CM Punk          | Le 30 juin 2008 à Raw                                                                     | Le 30 juin 2008 à Raw                                                                     | Edge                                                                                      | World Heavyweight Championship                                                            | Oui            | 3 mois                           |
| 2009  | CM Punk (2)      | 7 juin 2009 à Extreme Rules                                                               | 7 juin 2009 à Extreme Rules                                                               | Jeff Hardy                                                                                | World Heavyweight Championship                                                            | Oui            | 2 mois et 2 jours                |
| 2010  | Jack Swagger     | Le 30 mars 2010 à SmackDown                                                               | Le 30 mars 2010 à SmackDown                                                               | Chris Jericho                                                                             | World Heavyweight Championship                                                            | Oui            | 2 jours                          |
| 2010  | Kane             | 18 juillet 2010 à Money in the Bank                                                       | 18 juillet 2010 à Money in the Bank                                                       | Rey Mysterio                                                                              | World Heavyweight Championship                                                            | Oui            | 50 minutes                       |
| 2010  | The Miz          | Le 22 novembre 2010 à Raw                                                                 | Le 22 novembre 2010 à Raw                                                                 | Randy Orton                                                                               | WWE Championship                                                                          | Oui            | 4 mois et 4 jours                |
| 2011  | Daniel Bryan     | 18 décembre 2011 à Tables, Ladders and Chairs                                             | 18 décembre 2011 à Tables, Ladders and Chairs                                             | Big Show                                                                                  | World Heavyweight Championship                                                            | Oui            | 5 mois et 1 jour                 |
| 2011  | Alberto Del Rio  | 14 août 2011 a SummerSlam                                                                 | 14 août 2011 a SummerSlam                                                                 | CM Punk                                                                                   | WWE Championship                                                                          | Oui            | 28 jours                         |
| 2012  | John Cena        | 23 juillet 2012                                                                           | à Raw                                                                                     | CM Punk                                                                                   | WWE Championship                                                                          | Non            | 8 jours                          |
| 2012  | Dolph Ziggler    | 8 avril 2013                                                                              | à Raw                                                                                     | Alberto Del Rio                                                                           | World Heavyweight Championship                                                            | Oui            | 8 mois et 24 jours               |
| 2013  | Damien Sandow    | 28 octobre 2013                                                                           | à Raw                                                                                     | John Cena                                                                                 | World Heavyweight Championship                                                            | Non            | 3 mois et 14 jours               |
| 2013  | Randy Orton      | 18 août 2013 à SummerSlam                                                                 | 18 août 2013 à SummerSlam                                                                 | Daniel Bryan                                                                              | WWE Championship                                                                          | Oui            | 1 mois et 4 jours                |
| 2014  | Seth Rollins     | 29 mars 2015 à WrestleMania 31                                                            | 29 mars 2015 à WrestleMania 31                                                            | Brock Lesnar Roman Reigns                                                                 | WWE World Heavyweight Championship                                                        | Oui            | 9 mois                           |
| 2015  | Sheamus          | 22 novembre 2015 à Survivor Series                                                        | 22 novembre 2015 à Survivor Series                                                        | Roman Reigns                                                                              | WWE World Heavyweight Championship                                                        | Oui            | 5 mois et 8 jours                |
| 2016  | Dean Ambrose     | 19 juin 2016 à Money in the Bank                                                          | 19 juin 2016 à Money in the Bank                                                          | Seth Rollins                                                                              | WWE World Heavyweight Championship                                                        | Oui            | 58 minutes                       |
| 2017  | Baron Corbin     | Le 15 août 2017 à SmackDown                                                               | Le 15 août 2017 à SmackDown                                                               | Jinder Mahal                                                                              | WWE Championship                                                                          | Non            | 27 jours                         |
| 2017  | Carmella         | [ Notes 4 ]                                                                               | [ Notes 4 ]                                                                               | [ Notes 4 ]                                                                               | [ Notes 4 ]                                                                               |                | 8 jours                          |
| 2017  | Carmella         | Le 10 avril 2018 à SmackDown                                                              | Le 10 avril 2018 à SmackDown                                                              | Charlotte Flair                                                                           | SmackDown Women's Championship                                                            | Oui            | 9 mois et 14 jours               |
| 2018  | Alexa Bliss      | 17 juin 2018 à Money in the Bank                                                          | 17 juin 2018 à Money in the Bank                                                          | Nia Jax                                                                                   | WWE Raw Women's Championship                                                              | Oui            | 2h et 53 minutes                 |
| 2018  | Braun Strowman   | 16 septembre 2018 à Hell in a Cell                                                        | 16 septembre 2018 à Hell in a Cell                                                        | Roman Reigns                                                                              | WWE Universal Championship                                                                | Non            | 2 mois et 29 jours               |
| 2019  | Bayley           | 19 mai 2019 à Money in the Bank                                                           | 19 mai 2019 à Money in the Bank                                                           | Charlotte Flair                                                                           | SmackDown Women's Championship                                                            | Oui            | 40 minutes                       |
| 2019  | Brock Lesnar     | 14 juillet 2019 à Extreme Rules                                                           | 14 juillet 2019 à Extreme Rules                                                           | Seth Rollins                                                                              | WWE Universal Championship                                                                | Oui            | 1 mois et 25 jours               |
| 2020  | Asuka            | Non utilisée                                                                              | Non utilisée                                                                              |                                                                                           | WWE Raw Women's Championship                                                              | Oui            | 1 jour                           |
| 2020  | Otis             | Perd la mallette dans un match où elle était en jeu, le 25 octobre 2020 à Hell in a Cell. | Perd la mallette dans un match où elle était en jeu, le 25 octobre 2020 à Hell in a Cell. | Perd la mallette dans un match où elle était en jeu, le 25 octobre 2020 à Hell in a Cell. | Perd la mallette dans un match où elle était en jeu, le 25 octobre 2020 à Hell in a Cell. | Non            | 5 mois et 15 jours               |
| 2020  | The Miz (2)      | 20 décembre 2020 à TLC: Tables, Ladders and Chairs                                        | 20 décembre 2020 à TLC: Tables, Ladders and Chairs                                        | Drew McIntyre AJ Styles                                                                   | WWE Championship                                                                          | Non            | 1 mois et 25 jours               |
| 2020  | The Miz (2)      | 21 février 2021 à Elimination Chamber                                                     | 21 février 2021 à Elimination Chamber                                                     | Drew McIntyre                                                                             | WWE Championship                                                                          | Oui            | 1 mois et 24 jours               |
| 2021  | Nikki A.S.H      | 19 juillet 2021 à Raw                                                                     | 19 juillet 2021 à Raw                                                                     | Charlotte Flair                                                                           | WWE Raw Women's Championship                                                              | Oui            | 1 jour                           |
| 2021  | Big E            | 13 septembre 2021 à Raw                                                                   | 13 septembre 2021 à Raw                                                                   | Bobby Lashley                                                                             | WWE Championship                                                                          | Oui            | 1 mois et 26 jours               |
| 2022  | Liv Morgan       | 2 juillet 2022 à Money in the Bank                                                        | 2 juillet 2022 à Money in the Bank                                                        | Ronda Rousey                                                                              | WWE SmackDown Women's Championship                                                        | Oui            | 1 heure                          |
| 2022  | Austin Theory    | 7 novembre 2022 à Raw                                                                     | 7 novembre 2022 à Raw                                                                     | Seth "Freakin" Rollins                                                                    | WWE United States Championship                                                            | Non            | 4 mois et 5 jours                |
| 2023  | Damian Priest    | 7 avril 2024 à WrestleMania XL                                                            | 7 avril 2024 à WrestleMania XL                                                            | Drew McIntyre                                                                             | WWE World Heavyweight Championship                                                        | Oui            | 9 mois et 6 jours                |
| 2023  | IYO SKY          | 5 août 2023 à SummerSlam                                                                  | 5 août 2023 à SummerSlam                                                                  | Bianca Belair                                                                             | WWE Women's Championship                                                                  | Oui            | 1 mois et 4 jours                |
| 2024  | Drew McIntyre    | 6 juillet 2024 à Money in the Bank                                                        | 6 juillet 2024 à Money in the Bank                                                        | Damian Priest Seth "Freakin" Rollins                                                      | WWE World Heavyweight Championship                                                        | Non            | 1 heure                          |
| 2024  | Tiffany Stratton | 3 janvier 2025 à SmackDown                                                                | 3 janvier 2025 à SmackDown                                                                | Nia Jax                                                                                   | WWE Women's Championship                                                                  | Oui            | 5 mois et 28 jours               |
| 2025  | Naomi            | 13 juillet 2025 à Evolution                                                               | 13 juillet 2025 à Evolution                                                               | Iyo Sky Rhea Ripley                                                                       | WWE Women's World Championship                                                            | Oui            | 1 mois et 6 jours                |
| 2025  | Seth Rollins (2) | 2 août 2025 à SummerSlam                                                                  | 2 août 2025 à SummerSlam                                                                  | CM Punk                                                                                   | WWE World Heavyweight Championship                                                        | Oui            | 1 mois et 26 jours               |

### Les plus longues durées
| Année | Vainqueur        | Durée de conservation du contrat | Championnat                        |
| 2017  | Carmella         | 289 jours                        | SmackDown Women's Championship     |
| 2023  | Damian Priest    | 281 jours                        | WWE World Heavyweight Championship |
| 2005  | Edge             | 280 jours                        | WWE Championship                   |
| 2014  | Seth Rollins     | 275 jours                        | World Heavyweight Championship     |
| 2012  | Dolph Ziggler    | 268 jours                        | World Heavyweight Championship     |
| 2020  | Tiffany Stratton | 175 jours                        | ?                                  |
| 2020  | Otis             | 168 jours                        |                                    |
| 2015  | Sheamus          | 161 jours                        | World Heavyweight Championship     |
| 2011  | Daniel Bryan     | 154 jours                        | World Heavyweight Championship     |
| 2022  | Austin Theory    | 127 jours                        | WWE United States Championship     |
| 2010  | The Miz          | 126 jours                        | WWE Championship                   |
| 2020  | The Miz          | 112 jours                        | WWE Championship                   |
| 2013  | Damien Sandow    | 105 jours                        | World Heavyweight Championship     |
| 2008  | CM Punk          | 91 jours                         | World Heavyweight Championship     |
| 2018  | Braun Strowman   | 90 jours                         | WWE Universal Championship         |
| 2006  | Rob Van Dam      | 70 jours                         | WWE Championship                   |
| 2009  | CM Punk          | 63 jours                         | World Heavyweight Championship     |
| 2021  | Big E            | 56 jours                         | WWE Championship                   |
| 2019  | Brock Lesnar     | 55 jours                         | WWE Universal Championship         |
| 2024  | IYO SKY          | 35 jours                         | WWE Women's Championship           |
| 2013  | Randy Orton      | 35 jours                         | WWE Championship                   |
| 2007  | Mr. Kennedy      | 35 jours                         |                                    |
| 2011  | Alberto Del Rio  | 28 jours                         | WWE Championship                   |
| 2017  | Baron Corbin     | 28 jours                         | WWE Championship                   |
| 2012  | John Cena        | 8 jours                          | WWE Championship                   |
| 2007  | Edge             | 4 jours                          | World Heavyweight Championship     |
| 2010  | Jack Swagger     | 2 jours                          | World Heavyweight Championship     |
| 2020  | Asuka            | 1 jour                           | WWE Raw Women's Championship       |
| 2021  | Nikki A.S.H      | 1 jour                           | WWE Raw Women's Championship       |
| 2018  | Alexa Bliss      | 2h53 min                         | WWE Raw Women's Championship       |
| 2024  | Drew McIntyre    | 1h                               | WWE World Heavyweight Championship |
| 2022  | Liv Morgan       | 1h                               | SmackDown Women's Championship     |
| 2016  | Dean Ambrose     | 58 min                           | WWE Championship                   |
| 2010  | Kane             | 50 min                           | World Heavyweight Championship     |
| 2019  | Bayley           | 40 min                           | SmackDown Women's Championship     |

## Historique des défenses
Certains gagnants du Money in the bank Ladder match durent défendre leur mallette dans des matchs :
| Date et lieu                     | Catcheur       | Contre           | Stipulation              | Autre enjeu                       | Défense réussie |
| -------------------------------- | -------------- | ---------------- | ------------------------ | --------------------------------- | --------------- |
| Raw du 3 octobre 2005            | Edge           | Matt Hardy       | Ladder Match             | Le perdant quitte Raw.            | Oui             |
| 30 avril 2006 à Backlash         | Rob Van Dam    | Shelton Benjamin | Match simple             | Championnat Intercontinental      | Oui             |
| Raw du 7 mai 2007                | Mr. Kennedy    | Edge             | Match simple             |                                   | Non             |
| Raw du 20 août 2012              | Dolph Ziggler  | Chris Jericho    | Career Threatening match | Si Jericho perd, il quitte la WWE | Oui             |
| 16 décembre 2012 à TLC           | Dolph Ziggler  | John Cena        | Ladder Match             |                                   | Oui             |
| 19 août 2018 à SummerSlam        | Braun Strowman | Kevin Owens      | Match simple             |                                   | Oui             |
| 25 octobre 2020 à Hell in a Cell | Otis           | The Miz          | Match simple             |                                   | Non             |